# Lekkoatletyka na Letnich Igrzyskach Olimpijskich 1968 – bieg na 800 m kobiet
Bieg na 800 metrów kobiet podczas XIX Letnich Igrzysk Olimpijskich w Meksyku rozegrano 17 (eliminacje), 18 (półfinały) i 19 października 1968 (finał) na Estadio Olímpico Universitario. Zwyciężczynią została reprezentantka Stanów Zjednoczonych Madeline Manning, która w finale ustanowiła rekord olimpijski z wynikiem 2:00,9.

## Rekordy

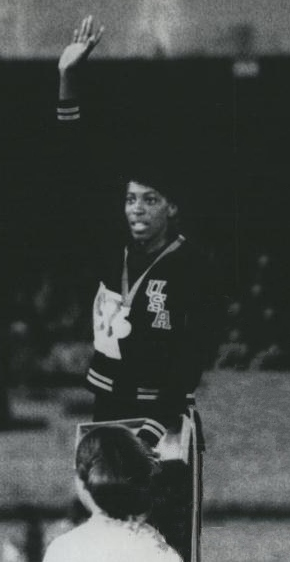
Madeline Manning

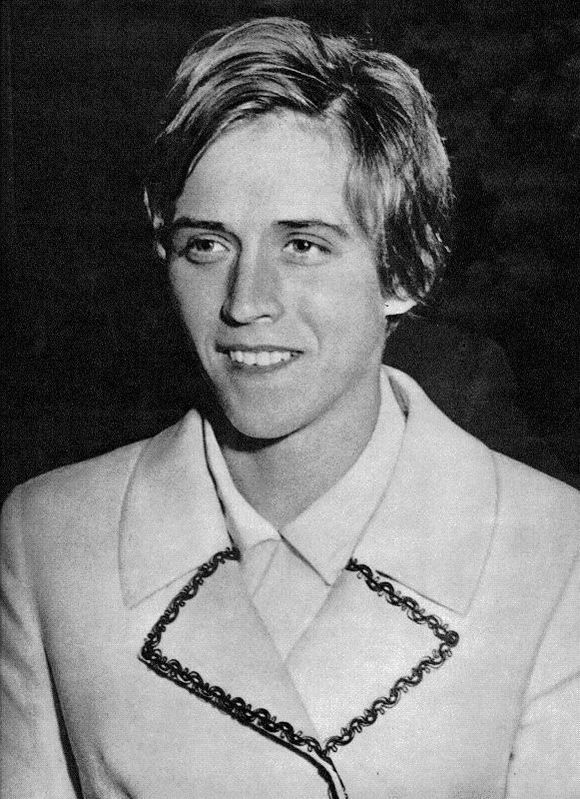
Ileana Silai

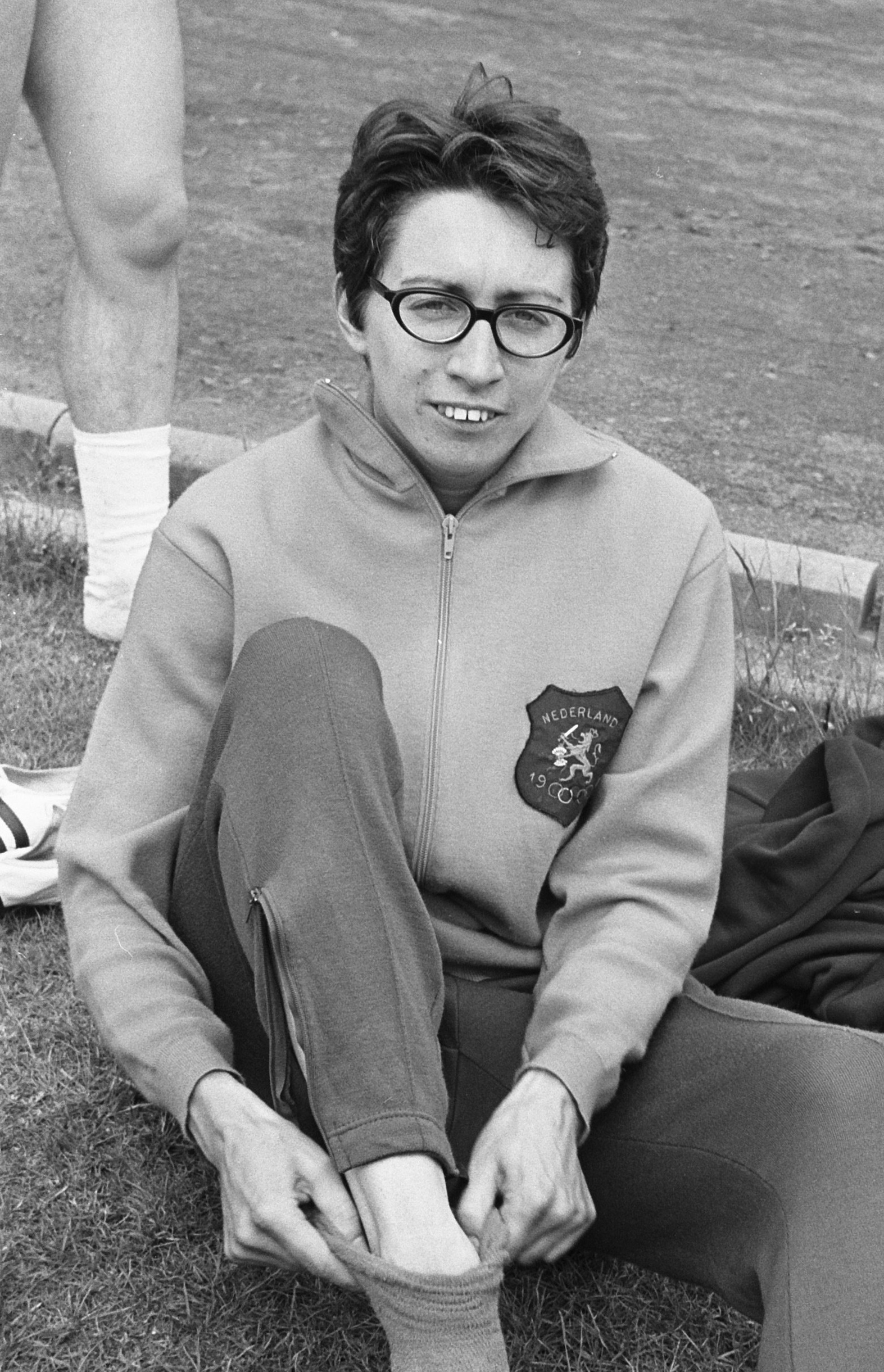
Mia Gommers

|                   | Zawodniczka  | Narodowość      | Czas   | Data                      | Miejsce   |
| ----------------- | ------------ | --------------- | ------ | ------------------------- | --------- |
| Rekord świata     | Sin Kim-dan  | Korea Północna  | 1:58,0 | 5 września 1964(dts)      | Pjongjang |
| Rekord świata     | Vera Nikolić | Jugosławia      | 2:00,5 | 20 lipca 1968(dts)        | Londyn    |
| Rekord olimpijski | Ann Packer   | Wielka Brytania | 2:01,1 | 20 października 1964(dts) | Tokio     |

## Wyniki
| Poz. - pozycja |
| – rekord świata \| – rekord krajowy \| – rekord życiowy \| = – wyrównany rekord życiowy \| · – najlepszy wynik w sezonie \| = – wyrównany najlepszy wynik w sezonie \| – rekord olimpijski |
| Fn – falstart \| DNF – nie ukończyła \| DNS – nie wystartowała \| DSQ – zdyskwalifikowana                                                                                                  |

### Eliminacje
Rozegrano cztery biegi eliminacyjne. Do półfinałów awansowały po cztery najlepsze zawodniczki z każdego biegu (Q).

#### Bieg 1
| Poz. | Zawodniczka       | Narodowość        | Rezultat | Uwagi |
| ---- | ----------------- | ----------------- | -------- | ----- |
| 1    | Vera Nikolić      | Jugosławia        | 2:05,7   | Q     |
| 2    | Laine Erik        | ZSRR              | 2:06,5   | Q     |
| 3    | Paola Pigni       | Włochy            | 2:06,7   | Q     |
| 4    | Karin Burneleit   | NRD               | 2:07,1   | Q     |
| 5    | Francie Kraker    | Stany Zjednoczone | 2:07,3   |       |
| 6    | Elizabeth Chesire | Kenia             | 2:10,9   |       |
| –    | Aurelia Pentón    | Kuba              | DNS      |       |

#### Bieg 2
| Poz. | Zawodniczka   | Narodowość      | Rezultat | Uwagi |
| ---- | ------------- | --------------- | -------- | ----- |
| 1    | Mia Gommers   | Holandia        | 2:04,0   | Q     |
| 2    | Ileana Silai  | Rumunia         | 2:04,1   | Q     |
| 3    | Sheila Taylor | Wielka Brytania | 2:04,1   | Q     |
| 4    | Anna Zimina   | ZSRR            | 2:04,4   | Q     |
| 5    | Barbara Wieck | NRD             | 2:08,5   |       |
| 6    | Hana Shezifi  | Izrael          | 2:09,2   |       |

#### Bieg 3
| Poz. | Zawodniczka        | Narodowość        | Rezultat | Uwagi |
| ---- | ------------------ | ----------------- | -------- | ----- |
| 1    | Maryvonne Dupureur | Francja           | 2:09,5   | Q     |
| 2    | Doris Brown        | Stany Zjednoczone | 2:09,5   | Q     |
| 3    | Pat Lowe           | Wielka Brytania   | 2:09,5   | Q     |
| 4    | Sylvia Potts       | Nowa Zelandia     | 2:09,6   | Q     |
| 5    | Eeva Haimi         | Finlandia         | 2:09,6   |       |
| 6    | Tilly van der Made | Holandia          | 2:10,5   |       |

#### Bieg 4
| Poz. | Zawodniczka          | Narodowość        | Rezultat | Uwagi |
| ---- | -------------------- | ----------------- | -------- | ----- |
| 1    | Madeline Manning     | Stany Zjednoczone | 2:08,7   | Q     |
| 2    | Abby Hoffman         | Kanada            | 2:08,9   | Q     |
| 3    | Jaroslava Jehličková | Czechosłowacja    | 2:08,9   | Q     |
| 4    | Ilja Keizer          | Holandia          | 2:08,9   | Q     |
| 5    | Annelise Damm Olesen | Dania             | 2:09,0   |       |
| 6    | Joan Page            | Wielka Brytania   | 2:10,2   |       |

### Półfinały
Rozegrano dwa biegi półfinałowe. Do finału awansowały po cztery najlepsze zawodniczki z każdego biegu (Q).

#### Bieg 1
| Poz. | Zawodniczka      | Narodowość        | Rezultat | Uwagi |
| ---- | ---------------- | ----------------- | -------- | ----- |
| 1    | Madeline Manning | Stany Zjednoczone | 2:05,8   | Q     |
| 2    | Ileana Silai     | Rumunia           | 2:05,9   | Q     |
| 3    | Pat Lowe         | Wielka Brytania   | 2:06,6   | Q     |
| 4    | Abby Hoffman     | Kanada            | 2:07,0   | Q     |
| 5    | Karin Burneleit  | NRD               | 2:08,4   |       |
| 6    | Anna Zimina      | ZSRR              | 2:08,5   |       |
| 7    | Ilja Keizer      | Holandia          | 2:14,6   |       |
| –    | Vera Nikolić     | Jugosławia        | DNF      |       |

#### Bieg 2
| Poz. | Zawodniczka          | Narodowość        | Rezultat | Uwagi |
| ---- | -------------------- | ----------------- | -------- | ----- |
| 1    | Mia Gommers          | Holandia          | 2:05,1   | Q     |
| 2    | Doris Brown          | Stany Zjednoczone | 2:05,2   | Q     |
| 3    | Sheila Taylor        | Wielka Brytania   | 2:05,2   | Q     |
| 4    | Maryvonne Dupureur   | Francja           | 2:05,5   | Q     |
| 5    | Laine Erik           | ZSRR              | 2:06,0   |       |
| 6    | Sylvia Potts         | Nowa Zelandia     | 2:07,2   |       |
| 7    | Paola Pigni          | Włochy            | 2:07,8   |       |
| 8    | Jaroslava Jehličková | Czechosłowacja    | 2:13,5   |       |

### Finał
| Poz. | Zawodniczka        | Narodowość        | Rezultat | Uwagi       |
| ---- | ------------------ | ----------------- | -------- | ----------- |
| 1    | Madeline Manning   | Stany Zjednoczone | 2:00,9   | [ 1 ] [ 3 ] |
| 2    | Ileana Silai       | Rumunia           | 2:02,5   |             |
| 3    | Mia Gommers        | Holandia          | 2:02,6   |             |
| 4    | Sheila Taylor      | Wielka Brytania   | 2:03,8   |             |
| 5    | Doris Brown        | Stany Zjednoczone | 2:03,9   |             |
| 6    | Pat Lowe           | Wielka Brytania   | 2:04,2   |             |
| 7    | Abby Hoffman       | Kanada            | 2:06,8   |             |
| 8    | Maryvonne Dupureur | Francja           | 2:08,2   |             |